# Chalco
Chalco är en kommun i Mexiko. Den ligger i delstaten Mexiko, i den centrala delen av landet. Kommunen ingår i Mexico Citys storstadsområde och hade 310 130 invånare vid folkmätningen 2010. Huvudorten är Chalco de Díaz Covarrubias, också benämnt enbart Chalco i vardagligt tal.
Kommunens area är 219,22 kvadratkilometer.